# Cotswold (distretto)
Cotswold è un distretto del Gloucestershire, Inghilterra, Regno Unito, con sede a Cirencester.
Il distretto fu creato con il Local Government Act 1972, il 1º aprile 1974 dalla fusione dei municipal borough di Blandford Forum e Shaftesbury col Distretto urbano di Cirencester, il Distretto rurale di Cirencester, il Distretto rurale di North Cotswold, il Distretto rurale di Northleach e il Distretto rurale di Tetbury.

## Parrocchie civili
| - Adlestrop - Aldsworth - Ampney Crucis - Ampney St. Mary - Ampney St. Peter - Andoversford - Ashley - Aston Subedge - Avening - Bagendon - Barnsley - Barrington - Batsford - Baunton - Beverston - Bibury - Bledington - Blockley - Bourton-on-the-Hill - Bourton-on-the-Water - Boxwell with Leighterton - Brimpsfield - Broadwell - Chedworth - Cherington - Chipping Campden - Cirencester - Clapton - Coates - Coberley - Cold Aston - Colesbourne - Coln St. Aldwyns - Coln St. Dennis - Compton Abdale - Condicote - Cowley - Cutsdean - Daglingworth - Didmarton - Donnington - Dowdeswell - Down Ampney - Driffield - Duntisbourne Abbots - Duntisbourne Rouse - Eastleach - Ebrington - Edgeworth - Elkstone - Evenlode - Fairford - Farmington - Great Rissington - Guiting Power - Hampnett - Hatherop - Hazleton | - Icomb - Kemble - Kempsford - Kingscote - Lechlade - Little Rissington - Longborough - Long Newnton - Lower Slaughter - Maiseyhampton - Maugersbury - Mickleton - Moreton-in-Marsh - Naunton - North Cerney - Northleach with Eastington - Notgrove - Oddington - Ozleworth - Poole Keynes - Poulton - Preston - Quenington - Rendcomb - Rodmarton - Saintbury - Sapperton - Sevenhampton - Sezincote - Sherborne - Shipton - Shipton Moyne - Siddington - Somerford Keynes - South Cerney - Southrop - Stow-on-the-Wold - Swell - Syde - Temple Guiting - Tetbury - Tetbury Upton - Todenham - Turkdean - Upper Rissington - Upper Slaughter - Westcote - Westonbirt with Lasborough - Weston Subedge - Whittington - Wick Rissington - Willersey - Windrush - Winson - Winstone - Withington - Yanworth |